# Tropilaelapsose

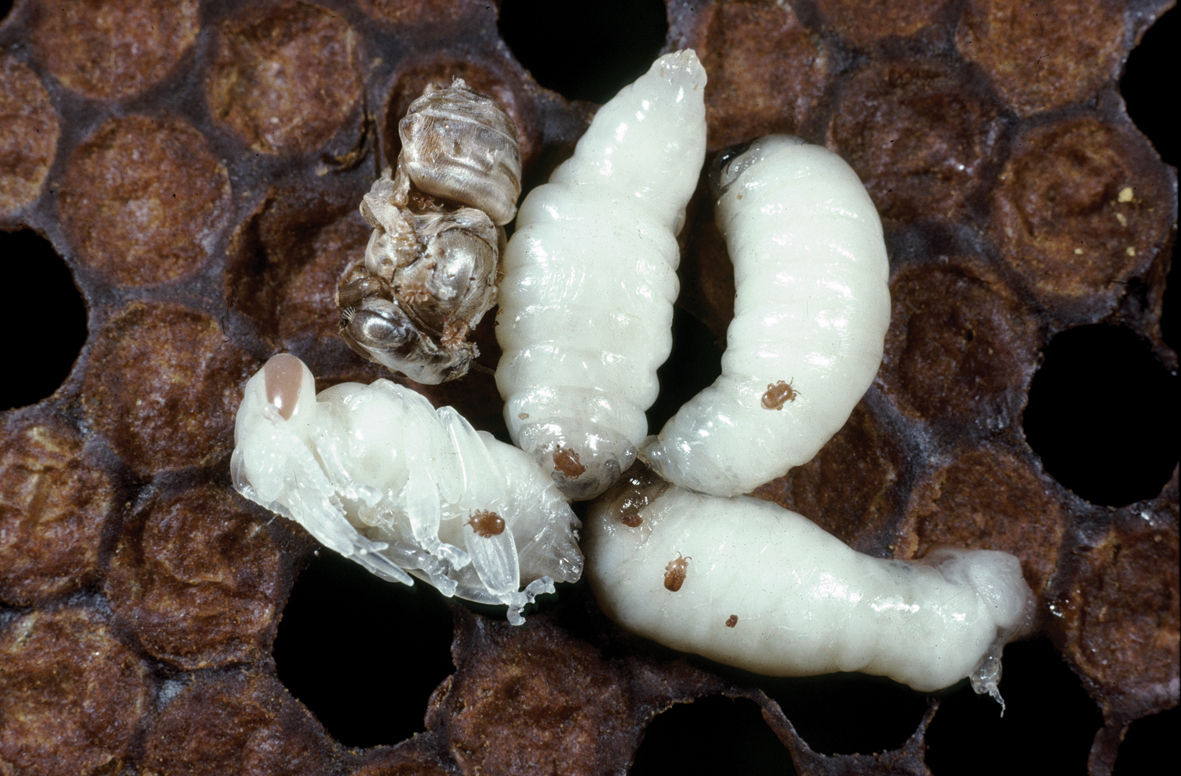
Tropilaelaps auf westlichen Honigbienen Larven

Die Tropilaelapsose ist der Befall von Bienenvölkern mit Milben der Gattung Tropilaelaps. Sie führt zu einer Schädigung der erwachsenen Bienen und ihrer Brut. Die Tropilaelapsose kommt vor allem in Asien vor. In Deutschland ist die Erkrankung noch nie aufgetreten, gehört aber zu den anzeigepflichtigen Tierseuchen, in der Schweiz zu den zu überwachenden Seuchen (Gruppe 4).
Bisher waren als Erreger der Erkrankung Tropilaelaps clareae Delfinado & Baker, 1961 und Tropilaelaps koenigerum Delfinado-Baker & Baker, 1982 bekannt. Es handelt sich um braun-rot-gefärbte, längliche Milben, die sich schnell fortbewegen können. T. koenigerum ist etwa 0,7 mm, T. clareae bis zu 1 mm groß. Über genetische und morphologische Untersuchungen konnte nachgewiesen werden, dass es sich um insgesamt vier Arten handelt, wovon Tropilaelaps mercedesae und Tropilaelaps thaii von Anderson und Morgan 2007 neu beschrieben wurden. Bisher konnte nur T. thaii noch nicht in Völkern der Westlichen Honigbiene nachgewiesen werden. Die Weibchen legen ihre Eier kurz vor der Deckelung auf Bienenlarven ab und die Entwicklungsstadien der Milben ernähren sich von ihnen. Die Bienenbrut wird dadurch abgetötet oder die schlüpfenden Bienen sind missgebildet (verkrümmter Hinterleib, verstümmelte Flügel, missgebildete oder fehlende Gliedmaßen). Es ist vor allem die Drohnenbrut betroffen, bei der der Verlust bis zu 100 % betragen kann. Nach Öffnung suchen sich die Milben einen neuen Wirt. Sie halten sich bis zu 2 Tage auf erwachsenen Bienen auf („phoretische Phase“), können allerdings, im Gegensatz zu Varroamilben, den Chitinpanzer der Bienen nicht durchstechen.